# Philip Falkerson Voorhees
Philip Falkerson Voorhees fue un marino estadounidense que participó de la Guerra anglo-estadounidense de 1812 y protagonizó el llamado "Incidente del USS Congress", una injustificada agresión de la flota de los Estados Unidos en el Río de la Plata a la escuadra argentina que bloqueaba el puerto de Montevideo en 1844. 

## Biografía
Philip Falkerson Voorhees nació el 23 de febrero de 1792 en Nuevo Brunswick (Nueva Jersey), tercer hijo de John Voorhees y Keziah Falkerson.
Ingresó al servicio de la Armada de los Estados Unidos el 15 de noviembre de 1809. 
Luchó en la Guerra anglo-estadounidense de 1812 bajo el mando del capitán Stephan Decatur, tomando parte de la captura del HMS Macedonian y del Epervier por lo que obtuvo la medalla de plata del Congreso y fue promovido al rango de teniente el 9 de diciembre de 1814.
Fue promovido a comandante el 24 de abril de 1828.
El 12 de mayo de 1835 casó con Ann Randall, hija del coronel John Randall y de Deborah Knapp, con quien tuvo tres hijos: Phillip R.(1835-1895), John Richard (1839, muerto ese mismo año) y Eliza Frances (1840-1889). 
La familia de su suegro John Randall eran una de las más influyentes de Annapolis. La mayoría de sus hijos desempeñó un importante papel en su comunidad.
El 28 de febrero de 1838 fue ascendido a capitán y recibió el mando de la fragata USS Congress en su primer crucero al Mar Mediterráneo en 1842. Posteriormente, fue destinado a la División Naval de Brasil (Brazil Squadron) sumándose a la estación naval de su país en el Río de la Plata junto a la fragata USS Raritan (44 cañones)  y al bergantín USS Bainbridge.

### Agresión a la escuadra de la Confederación Argentina

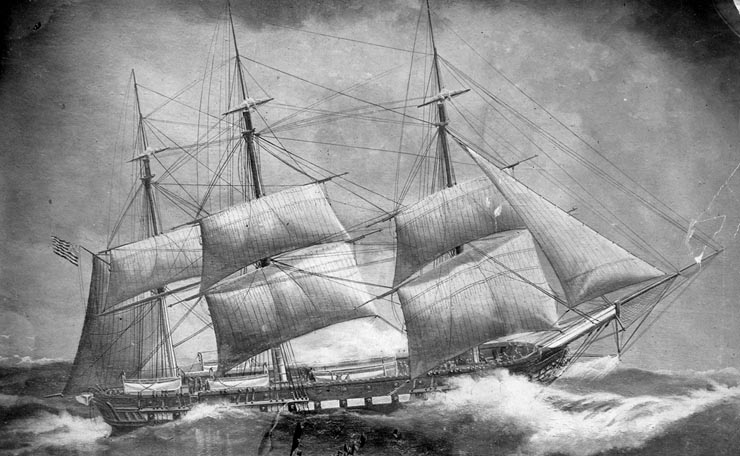
Fragata USS Congress

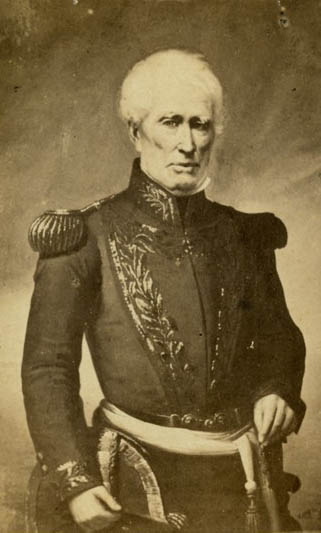
Guillermo Brown.

A comienzos de 1844, fuerzas de la Confederación Argentina, aliadas al depuesto presidente del Uruguay Manuel Oribe, sitiaban por mar y tierra la ciudad de Montevideo, donde resistía el líder del partido colorado Fructuoso Rivera con el apoyo efectivo de los restos del Partido Unitario (Argentina).
Tras la partida del comodoro británico John Brett Purvis, el cuerpo diplomático extranjero reconoció el bloqueo. A fines de marzo y antes de partir a la ciudad de Buenos Aires para obtener relevos y pertrechos, el comandante naval de la Confederación Guillermo Brown registraba en su correspondencia "que acaba de llegar la espléndida fragata americana USS Congress". La responsabilidad de mantener el bloqueo quedaba ahora en manos de Juan Fitton O'Connor, embarcado en la fragata 25 de Mayo, hasta que se hiciera cargo el segundo de Brown, el coronel Antonio Toll.
En la mañana del 29 de septiembre de 1844 el pailebot armado oriental San Cala abrió fuego de fusilería sobre un buque pesquero que intentaba burlar el bloqueo y que para escapar había atracado junto a una barca mercante sin bandera. Se trataba de la estadounidense Rosalva (o Rosalba). Voorhees, sin efectuar mayores averiguaciones y asumiendo que la San Cala pese a su bandera respondía a la Confederación, capturó al pailebot y con el apoyo del USS Bainbridge capturó a la goleta 9 de Julio (Eduardo Brown, al bergantín goleta Republicano (Tomás Craig) y tras un intercambio de fuego formal rindió a la 25 de Mayo. Más allá de la evidente sorpresa, el poder de fuego estadounidense era inmensamente superior: los pequeños buques de la Confederación sumaban 35 cañones de escaso calibre, mientras los estadounidenses contaban con 64 piezas de gran calibre.
El resto de la escuadra de la Confederación arrió sus banderas el 30 de septiembre manifestando que habían sido desconocidos sus derechos de potencia bloqueadora y que debían soportar el abuso de poder de una fuerza superior careciendo de medios para imponer su autoridad. Tras una reunión con Fitton, Voorhees, dándose cuenta de la posición en que estaba, manifestó al comandante argentino que sus buques quedaban en libertad, pero Fitton respondió que ante el ultraje gratuito a su pabellón y a menos que se ofrecieran las debidas reparaciones no podía volver a hacerse cargo del mando y ordenó a sus "comandantes de buques que se abstengan de dar orden ninguna y en desentenderse absolutamente de toda obligación" haciendo responsable al comandante estadounidense del destino de la escuadra.
Voorhees mantuvo una actitud soberbia sin atender a la cuestión de fondo y finalmente suspendió todo contacto con los mandos argentinos. El 1 de octubre Toll se unió a la escuadra y en la mañana siguiente tras tomar conocimiento de una nota de Voorhees en la que se rehusaba a dar satisfacción alguna por lo sucedido, efectuó una junta de guerra que resolvió dar por superado el incidente y restablecer el bloqueo.
La decisión adoptada por Toll sin esperar el debido desagravio fue juzgada severamente por el gobierno de Juan Manuel de Rosas. El 28 de octubre arribó al Río de la Plata el nuevo encargado de negocios estadounidense, William Brent Jr., y el nuevo comandante de la División Brasil, comodoro Daniel Turner. El 4 de noviembre tuvieron una reunión con Toll en el fondeadero de Montevideo, donde le manifestaron los sentimientos más profundos por las medidas de Voorhees adoptadas sin órdenes ni facultades y finalizada la entrevista Turner ordenó izar el pabellón argentino y lo saludó con trece cañonazos.
El 5 de noviembre Brent pasó a Buenos Aires y completó las reparaciones exigidas y el 10 hizo lo propio Turner, tras enviar una nota formalizando las excusas de su gobierno y prometiendo el enjuiciamiento de Voorhees.
Voorhees no se excusó en ningún momento. En carta del 1 de noviembre al representante estadounidense en Río de Janeiro decía "Yo no tenía otra alternativa que la deshonra o el castigo de la escuadra argentina (...) Estas gentes son una banda de bárbaros sanguinarios (...) Hacen fuego sin importárseles donde, ya sea que acierten o que erren, despreocupándose si matan una docena de amigos neutrales, con tal de matar a uno de sus enemigos."
Regresando a su país con la USS Congress una desobediencia formal agravó su situación. Mientras se encontraba navegando cerca del Ecuador, se jactó ante su lugarteniente David Dixon Porter que desobedecería sus órdenes y en lugar de dirigirse a Norfolk iba a navegar en línea recta a Annapolis, donde su esposa y su influyente familia política le esperaba: Voorhees estaba vinculado por medio de su esposa con el futuro presidente Zachary Taylor. 
Sin embargo mintió luego al almirante William Branford Shubrick, afirmando que no había decidido a navegar a Annapolis hasta el último minuto, cuando el viento y el clima le impidió entrar en Norfolk.

### El juicio de Voorhees
Voorhees fue juzgado por sucesivas cortes marciales en 1845. Del 2 al 24 de junio fue juzgado por la captura de la flota bajo el cargo de desobediencia con cinco especificaciones. El procedimiento fue secreto y se desarrolló en los astilleros de Washington y en el Hotel Coleman. Los cargos fueron presentados por el secretario de Marina y el Tribunal estuvo presidido por el capitán Charles Stewart y compuesto de los capitanes Kidgaby, Downes, Cassin, Kearnay, Geisinger, McCauley, Aulick y Forrest, actuando como juez letrado B.H.Hallet, de Boston. El 24 fue hallado culpable por unanimidad y condenado "a ser reprendido en una orden generada por el Secretario de la Marina, y a ser suspendido por el término de tres años desde esta fecha".
La nota de reprensión del secretario Brancroft del 12 de agosto, tras confirmar la suspensión en el mando de Voorhees, afirmaba que "la justicia hacia nuestro Gobierno, las relaciones de amistad subsistentes con la República Argentina, nuestra declarada política de neutralidad entre beligerantes extranjeros, el respeto por los derechos de un pabellón extranjero, una firme adhesión a los principios humanos del castigo moderno de la ley marítima, siempre sostenidos y reclamados por el Pueblo Americano, y la determinación de nada pedir sino lo que sea justo, especialmente de una potencia más débil que la nuestra, en compeler a desconocer y reprobar su conducta según se halla deducida en el cargo y especificaciones de que ha sido Ud.declarado reo."
Seguidamente, del 24 de junio al 14 de julio fue juzgado por el incidente del regreso. La sentencia indulgente del segundo consejo de guerra que se debió en parte según el propio tribunal a su simpatía por el acusado de haber pasado por una corte marcial ya agotadora, fue motivo de escándalo.

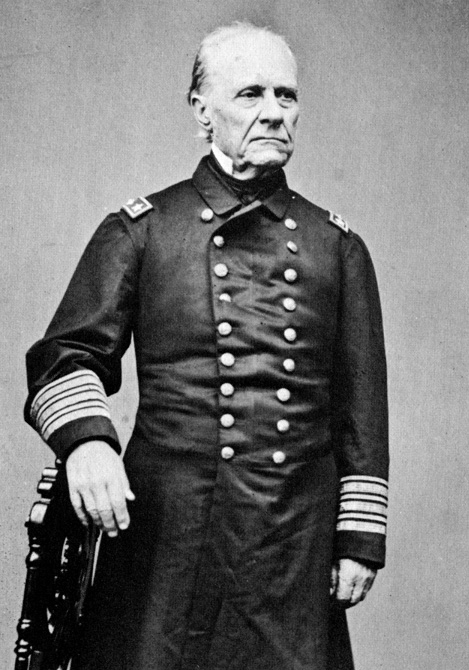
William Branford Shubrick.

El almirante William Branford Shubrick, a instancias del escritor estadounidense James Fenimore Cooper, autor por la época de numerosas biografías navales, presionó para una tercera reunión de la corte que en agosto revisó y endureció la sentencia resolviendo separarlo de la marina, pero el presidente James K. Polk redujo el veredicto a una suspensión de 5 años, que poco tiempo después se reducía a 3. El 25 de octubre de 1845, el secretario James Buchanan notificaba al embajador Alvear la suspensión de Voorhees. Sin embargo, las influencias pudieron más y se dejó de lado la sanción reincorporándoselo al servicio activo con su rango en 1847, y recibiendo el mando del East India Squadron, puesto equivalente al de contralmirante, enarbolando su insignia en el USS Plymouth.
Cooper más tarde revisaría su posición y en un breve e inexacto relato de los hechos señalaría que "En 1844 el capitán Voorhees capturó un escuadrón argentino y un crucero aliado que había disparado contra su convoy (...) Voorhees liberó esta escuadra después de una disculpa, pero detuvo al crucero que había agravado el asalto al disparar utilizando una bandera falsa. El comandante Daniel Turner liberó luego el crucero, pero justificó la acción del capitán Voorhees en una carta al comandante argentino, y fue también muy elogiado por la representación de los Estados Unidos y los funcionarios navales y diplomáticos y representantes consulares extranjeros en América del Sur. Sin embargo, esta captura motivó una serie de cargos por los que fue juzgado por tribunales militares en 1845. Las sentencias de estos tribunales no fueron aprobadas, y después de unos meses de suspensión el Presidente Polk en 1847, repuso a Voorhees con su rango en el marina de guerra, y le dio el mando de la escuadra de las Indias Orientales - el puesto de un almirante en la actualidad (ese grado no se haya establecido en ese momento), en "manifestación de la rehabilitación completa de su honor, así como en la opinión del gobierno", como declaró oficialmente el Fiscal General Caleb Cushing, quien también declaró el procedimiento de los tribunales de guerra "nulo y sin efecto". En igual sentido y reescribiendo la historia su sucesor el fiscal general Jeremiah Sullivan Black diría que Voorhees "fue víctima de más errores gubernamentales que ningún otro hombre en la Historia de la Marina estadounidense".
En 1855 pasó a la lista de reserva. Al estallar la Guerra de Secesión solicitó regresar al servicio activo pero murió pocos meses después, el 23 de febrero de 1862 en Annapolis, Maryland.
El comportamiento de Voorhees, junto al del comandante Alexander Slidell Mackenzie en el más conocido motín del USS Sommers, influenció en la urgente creación de la Academia Naval de los Estados Unidos.